# مقاطعة تنساس (لويزيانا)
مقاطعة تنساس (بالإنجليزية: Tensas Parish, Louisiana)‏ هي إحدى مقاطعات ولاية لويزيانا في الولايات المتحدة. تأسست سنة 1843، وتبلغ مساحتها 1661 كم2، بلغ عدد سكانها 4954 نسمة في عام 2010 حسب إحصاء مكتب تعداد الولايات المتحدة وتصل الكثافة السكانية فيها 4 نسمة/كم2.

## وصلات خارجية
- United States Counties